# Blue Streak
Blue Streak – brytyjski pocisk balistyczny o średnim zasięgu, zbudowany jako alternatywa dla wycofanych w 1965 samolotów V-Bomber w kwestii wynoszenia ładunku jądrowego, a także będący również podstawą dla rakiet Europa i Black Prince.

## Historia
Pocisk zaprojektowano w 1957 roku. Przetarg na budowę wygrała firma de Havilland Aircraft Company (wkrótce przejęty przez Hawker Siddeley).
Według założeń projektu pocisk miał długość 18 m, średnicę 3 m i mógł wynieść głowicę o masie 1360 kg. Całkowita masa pocisku wynosiła 90 ton.
Napęd stanowiły 2 silniki RZ2, zbudowane przez Rolls-Royce’a, będące ulepszoną wersją silników Rocketdyne S3D. Silniki te napędzała mieszanina nafty RP-1 i ciekłego tlenu. Pocisk mógł trafić cel znajdujący się w odległości do 4000 km od miejsca wystrzału. Z powodu braku miejsca do testów pocisku na Wyspach Brytyjskich testy te miały się odbywać na poligonie rakietowym Woomera w Australii.
W związku z powolnym wdrażaniem projektu pocisku Blue Streak w życie (w przeciwieństwie do USA i ZSRR), a także trudnościami ze zdobyciem materiałów promieniotwórczych na budowę głowicy od USA (ze względu na ograniczenia nałożone przez Kongres Stanów Zjednoczonych w 1946) ostatecznie w 1960 zaniechano dalszych prac nad projektem.
Po upadku projektu MRBM Blue Streak powstała koncepcja użycia pocisku jako podstawy dla rakiety nośnej nazwanej Black Prince. Pierwszym stopniem miał być właśnie Blue Streak, drugim rakieta Black Knight. Paliwem dla takiej rakiety miała być mieszanina nafty i nadtlenku wodoru. Ten pomysł nie został zrealizowany.
W 1960 została utworzona Europejska Organizacja Rozwoju Rakiet Nośnych (ELDO). Do projektu trzystopniowej rakiety nośnej o nazwie Europa przyłączyło się 7 państw, w tym Wielka Brytania i Australia (która udostępniła poligon Woomera). 
Pierwszym stopniem tej rakiety miał być człon oparty na konstrukcji Blue Streak z ulepszonymi silnikami Rolls-Royce RZ2, drugim stopniem miała być francuska rakieta Coralie. Trzeci stopień o nazwie Astris był udostępniony przez RFN, zaś cała elektronika pokładowa przez Holandię i Belgię.
Przed pierwszym startem rakiety Europa wykonano 5 testów stopnia Blue Streak na poligonie Woomera. Pierwszy testowy start Blue Streak miał miejsce w 1964, ostatni w 1966. Wszystkie testy zakończyły się powodzeniem. Pierwszy start Europy oznaczony jako F6,1 odbył się w roku 1967, ale nie doszło do zapłonu silników 2. stopnia. Wszystkie starty rakiety Europa zakończyły się fiaskiem z powodu awarii 2. lub 3. stopnia albo nawet niemożności odrzucenia osłon aerodynamicznych, stąd Blue Streak był jedynym niezawodnym elementem tej rakiety. Te awarie zadecydowały o porzuceniu programu Europa w 1972.
Inna opcja została opracowana w 1972 przez firmę Hawker Siddeley. Zakładała ona budowę brytyjsko-amerykańskiej dwustopniowej rakiety nośnej. Pierwszym stopniem tej rakiety miał być Blue Streak, drugim amerykański Centaur (używany w rakietach Titan III, Titan IV i Atlas V).
Obecnie Blue Streak można oglądać na wystawach w Belgii, Wielkiej Brytanii i Niemczech.